# Notker Becker

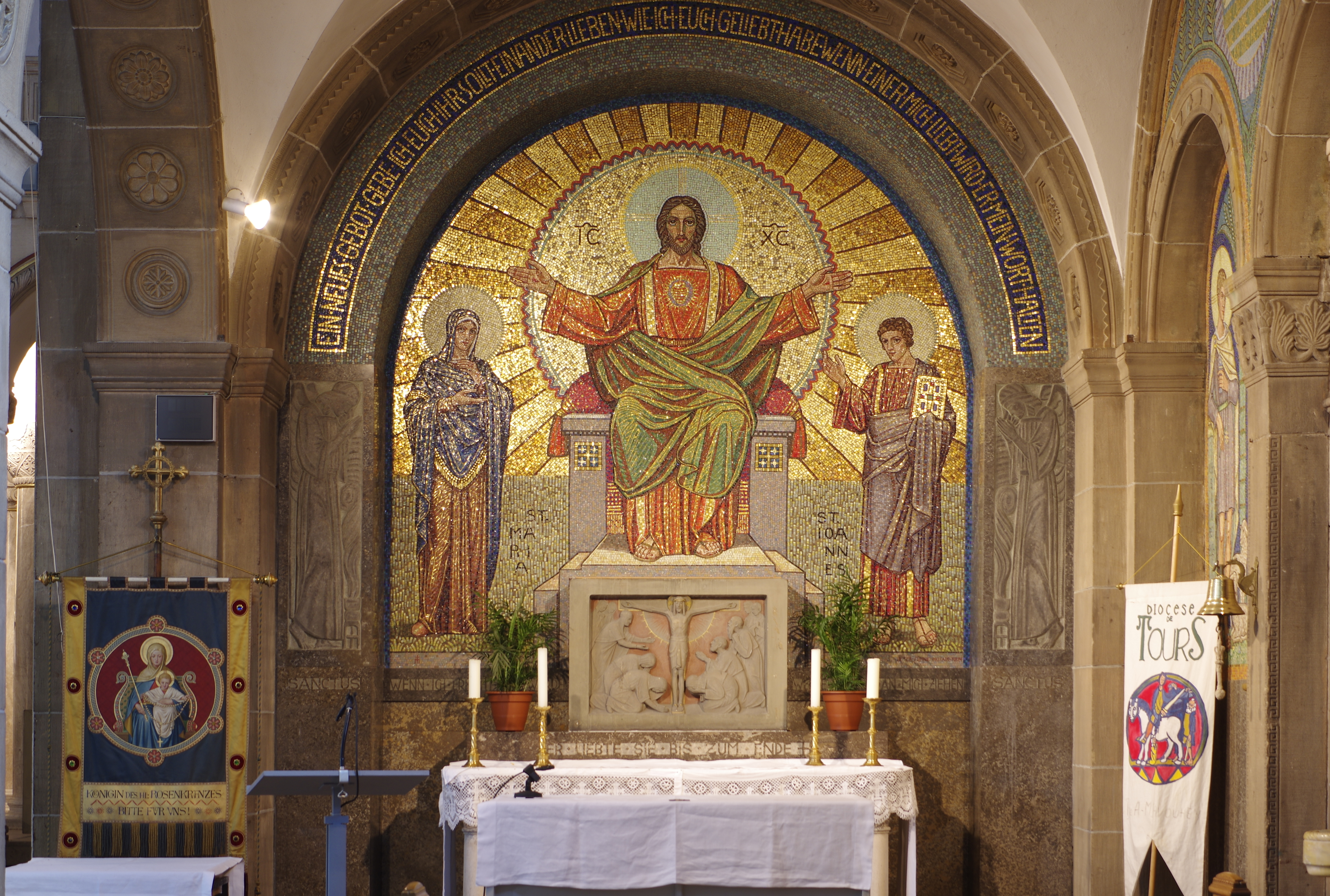
Mosaik in der Herz-Jesu-Kapelle der Pfarrkirche St. Martin in Trier, nach einem Entwurf von Notker Becker.

Notker Becker OSB (* 23. März 1883 in Mülheim an der Ruhr als Heinrich Becker; † 28. April 1978 in Maria Laach) war ein Sakralkünstler und Benediktiner.

## Leben und Wirken
Heinrich Becker wurde 1883 in Mülheim/Ruhr geboren und wuchs in Köln auf, wo er auch eine Lehre in einer Lokomotivfabrik absolvierte. 1903 trat er als Laienbruder in die Benediktinerabtei Maria Laach ein und erhielt den Ordensnamen Notker.
Künstlerisch und handwerklich begabt, arbeitete er als Gehilfe des Architekten Pater Ludger Rincklake und des Malers Pater Andreas Göser (1863–1925) beim Bau der Klosterkirchen in Gerleve und in Eibingen. Besonders wirkte er auch an den gewaltigen Apsismosaiken mit, die Andreas Göser in Maria Laach schuf.
Schon bald begann Notker Becker mit eigenständigen Werken, besonders mit Malereien und Glasfenstern. Seine Bilder waren von der Beuroner Kunstschule beeinflusst, jedoch durchweg eigenständig akzentuiert. Er schuf die Christus-Darstellung in der Aula von Maria Laach und malte die Sakristei der dortigen Abteikirche aus (1911–1920). Hier ist auch ein großes Fenster im nördlichen Querhaus von ihm erhalten. Dadurch bekannt geworden erhielt er große auswärtige Aufträge zur Ausmalung von Kirchen, etwa im Benediktinerinnenkloster Ottmarsheim, im Benediktinerinnenkloster Peppingen, in Mersch und Dudelange/Luxemburg, bei den Englischen Fräulein in Mainz, in der Bartholomäuskirche Oppenheim und im Schottenstift Wien. Daneben fertigte der Ordensmann auch Landschaftsradierungen, Porträts, Votivtafeln und liturgisches Zubehör.
Bruder Notker Becker verstarb 1978, mit 95 Jahren, im Kloster Maria Laach. Er wird als liebenswerte Persönlichkeit beschrieben und gilt als der bekannteste Laacher Künstler.
1969 verausgabte der Tschad Briefmarken mit Aposteldarstellungen des Benediktiners (Michel Nr. 223 – 234). Fresken Notker Beckers aus der Kirche von Dudelange (Düdelingen)/Luxemburg dienen als Coverdarstellungen für eine CD des Organisten Daniel Roth.